# Riksväg 70

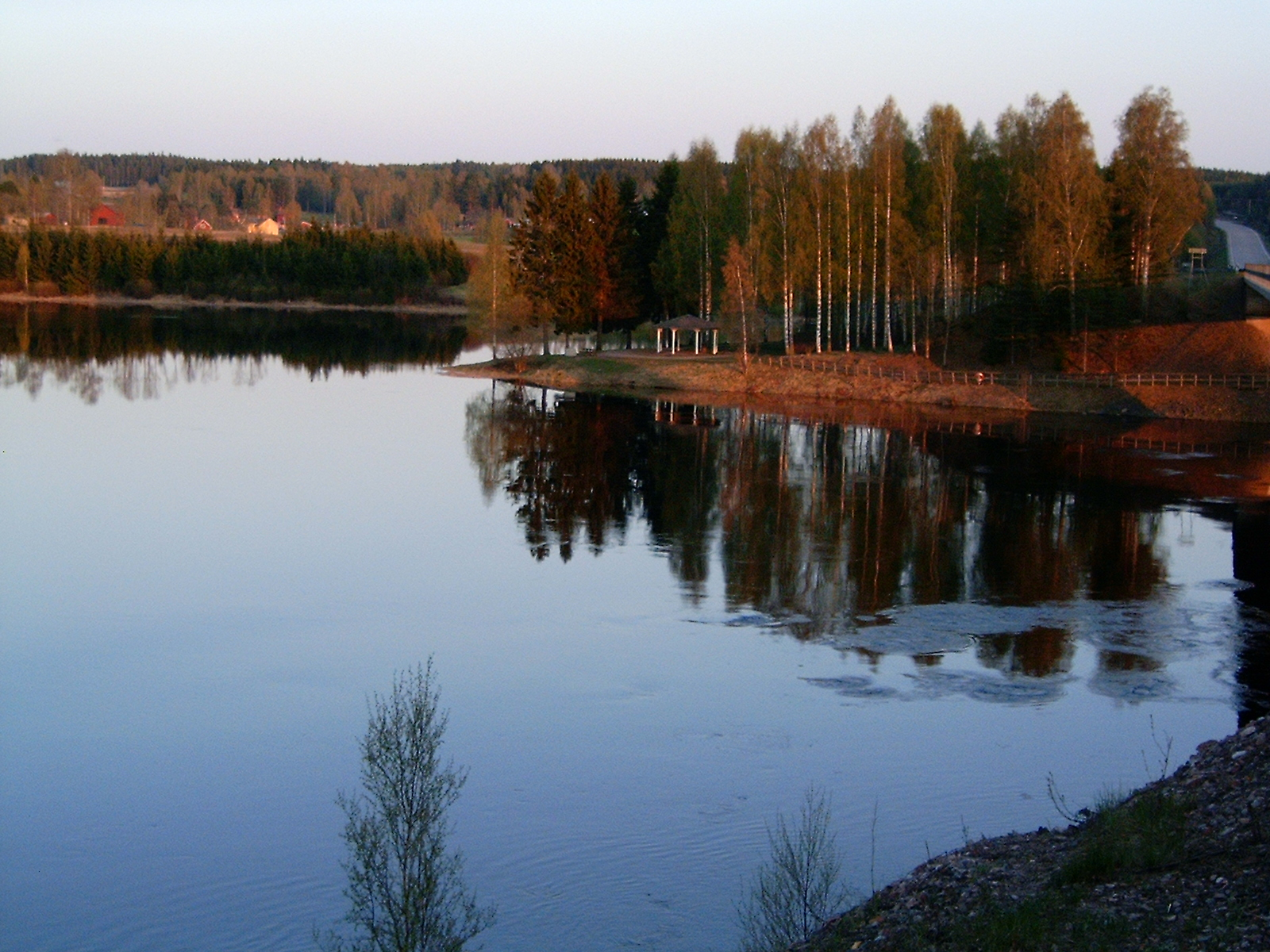
Riksväg 70 tussen Avesta en Hedemora

De Zweedse rijksweg 70 is gelegen in de provincies Uppsala län, Västmanlands län en Dalarnas län en is circa 430 kilometer lang.

## Plaatsen langs de weg
- Enköping
- Fjärdhundra
- Kumla kyrkby
- Sala
- Igeltjärna en Brovallen
- Avesta
- Hedemora
- Västerby
- Säter
- Solvarbo
- Gustafs
- Borlänge
- Norr Amsberg
- Sifferbo
- Djurmo
- Djurås
- Gagnef
- Gräv
- Insjön
- Häradsbygden
- Ytteråkerö
- Leksand
- Ytterboda en Överboda
- Tällberg
- Rättvik
- Vikarbyn
- Garsås
- Färnäs
- Mora
- Östnor
- Bonäs
- Gåsvarv
- Älvdalen
- Rot
- Brunnsberg
- Åsen
- Särna
- Idre

## Knooppunten
- E18/Riksväg 55 bij Enköping (begin)
- Länsväg 254 bij Fjärdhundra
- Riksväg 56: gezamenlijk tracé over zo'n 3,5 kilometer, bij Sala
- Länsväg 256 bij Sala
- Riksväg 68: gezamenlijk tracé over anderhalve kilometer, bij Avesta
- Riksväg 69: start gezamenlijk tracé, bij Hedemora
- Länsväg 270 bij Hedemora
- Riksväg 69: einde gezamenlijk tracé, bij Hedemora
- E16/Riksväg 50: start gezamenlijk tracé, bij Borlänge
- Riksväg 50: einde gezamenlijk tracé, bij Borlänge
- Länsväg 293 bij Norr Amsberg
- E16: einde gezamenlijk tracé, bij Djurås
- Riksväg 69 bij Rättvik
- Länsväg 301 bij Rättvik
- E45: start gezamenlijk tracé van ongeveer 2 kilometer, bij Mora
- E45: einde gezamenlijk tracé, en Riksväg 26, bij Mora
- Länsväg 311: start gezamenlijk tracé van zo'n 19 kilometer, bij Särna
- Länsväg 311: einde gezamenlijk tracé
- Fylkesvei 218, vervolg in Noorwegen (einde)

Europese wegen:
E4 · E6 · E10 · E12 · E14 · E16 · E18 · E20 · E22 · E45 · E65
Riksvägar:
9 · 11 · 13 · 15 · 17 · 19 · 21 · 23 · 24 · 25 · 26 · 27 · 28 · 29 · 30 · 31 · 32 · 34 · 35 · 37 · 40 · 41 · 42 · 44 · 46 · 47 · 49 · 50 · 51 · 52 · 53 · 55 · 56 · 57 · 61 · 62 · 63 · 66 · 68 · 69 · 70 · 72 · 73 · 75 · 76 · 77 · 83 · 84 · 86 · 87 · 90 · 92 · 94 · 95 · 97 · 98 · 99